# Bolius
 Videncentret Bolius tidligere Boligejernes Videncenter er et videncenter for danskere og deres bolig. Bolius blev grundlagt i 2002.  
Videncentret er et helejet Realdania-selskab, hvis formål er uvildig videnformidling og professionel rådgivning til private boligejere. Alle kanaler og produkter er gratis, og siden starten af 2016 har Bolius været annoncefri. Finansieringen kommer udelukkende fra Realdania. 
Bolius har egne fageksperter ansat, der rådgiver om blandt andet byggeteknik, boligøkonomi, rengøring og have. Deres viden bliver videreformidlet på Bolius' egne platforme (hjemmeside, app, sociale medier og magasinet Bolius) samt i eksterne medier, hvor fageksperterne stiller deres viden til rådighed for andre medier.
Bolius udgiver det trykte magasin magasinet Bolius, der kan hentes gratis hos blandet andet EDC, Bauhaus og Flügger, samt leveres til din adresse (gratis for medlemmer af Realdania). 
Administrerende direktør i Bolius er Ulrik Heilmann. 